# Chondropoma callipeplum
Chondropoma callipeplum é uma espécie de gastrópode  da família Pomatiasidae.
É endémica da Nicarágua.